# 安田全利
安田 全利（やすだ ぜんり、1966年 - ）は、日本の画家、デザイナー。柴犬をモチーフとした雑貨を扱う黒柴印 和んこ堂のオーナー経営者。やすだぜんり、ZENRI 名義による活動もある。

## 経歴
京都府生まれ。
1990年に、京都精華大学美術学部造形学科日本画科を卒業し、卒業展では学長賞を受賞した。1992年にデザイン事務所を設立し東映京都撮影所の製作協力などを行なう。
2000年、京都北山のギャラリー京額で、個展「奇妙」を開催。
2007年に、「黒柴印 和んこ堂」を開業、2010年に株式会社和んこ堂を設立した。以降、全国各地の百貨店等で、犬などペットの似顔絵実演を行なっている。

## 作風
画家としては、犬をはじめ、生物をモチーフにした作品を描いているが、ネット状の3D切り紙によって人物の顔を造形する「ネットフェイス」と称される作品や、「和み柴っこ」など柴犬をデザインしたゆるキャラなど、多様な作品を生んでいる。